# Roberto Occhiuto
Roberto Occhiuto (Cosenza, 13 maggio 1969) è un politico italiano, dal 29 ottobre 2021 presidente della Regione Calabria e dal 24 febbraio 2024 vicesegretario di Forza Italia.
È stato deputato alla Camera dal 2014 al 2021 per Forza Italia, partito del quale è stato capogruppo dal 10 marzo al 20 ottobre 2021.

## Biografia
Nato a Cosenza, è fratello minore di Mario Occhiuto, anche lui politico ed esponente di Forza Italia, sindaco di Cosenza dal 2011 al 2021 e senatore della Repubblica dal 2022.
Dopo aver conseguito la laurea magistrale in scienze economiche e sociali all'Università della Calabria, intraprese la carriera di giornalista pubblicista nel 2001, diventando direttore generale del gruppo Media TV, che raggruppa alcune emittenti televisive calabresi come Ten, Rete Alfa e Telestars, creando un network televisivo.
Nel 2019 è diventato anche imprenditore vinicolo, acquisendo una tenuta a Montegiordano, nella zona dell'alto Jonico (Cosenza), dove produce vino.

### Vita privata
Dopo un primo matrimonio, da cui ha avuto Angelica e Marco, ha intrapreso una relazione con Matilde Siracusano, deputata forzista e sottosegretaria di Stato ai rapporti con il Parlamento nel governo Meloni, da cui è nato Tommaso (2022).

## Attività politica

### Gli inizi nella DC e diaspora democristiana
Inizia a fare politica durante gli anni dell'Università, militando nelle file della Democrazia Cristiana (DC) della sua città, con cui alle elezioni amministrative del 1993 si candida al consiglio comunale di Cosenza, tra le liste di Popolari Cosenza a sostegno del candidato sindaco di centro Piero Carbone, risultando eletto consigliere comunale.
Nel 1994, con lo scioglimento della DC, aderisce alla rinascita del Partito Popolare Italiano (PPI) di Mino Martinazzoli, e l'anno successivo segue Rocco Buttiglione, segretario del PPI, e l'ala del partito favorevole all'alleanza con Forza Italia di Silvio Berlusconi nella nascita dei Cristiani Democratici Uniti (CDU).

### Consigliere regionale della Calabria
Nel 2000 abbandona il CDU e aderisce a Forza Italia di Berlusconi, con cui alle elezioni regionali in Calabria di quell'anno si candida, a sostegno del candidato di centro-destra Giuseppe Chiaravalloti, risultando eletto nel collegio di Cosenza con 8.588 preferenze in consiglio regionale della Calabria, il più giovane consigliere regionale di Forza Italia. Successivamente divenne membro del Congresso delle Regioni costituito dalla Conferenza dei Presidenti dei Consigli regionali.
Nel 2002, a seguito di dissidi interni con i leader locali di Forza Italia, culminata con una richiesta di espulsione dal partito, abbandona Forza Italia e aderisce al Centro Cristiano Democratico di Pier Ferdinando Casini, che successivamente nello stesso anno confluisce nell'Unione dei Democratici Cristiani e di Centro (UdC), con cui alle regionali calabresi del 2005 venne rieletto consigliere regionale, nel medesimo collegio con 16.217 preferenze, ricoprendo l'incarico di vicepresidente del Consiglio regionale.

### Elezione a deputato

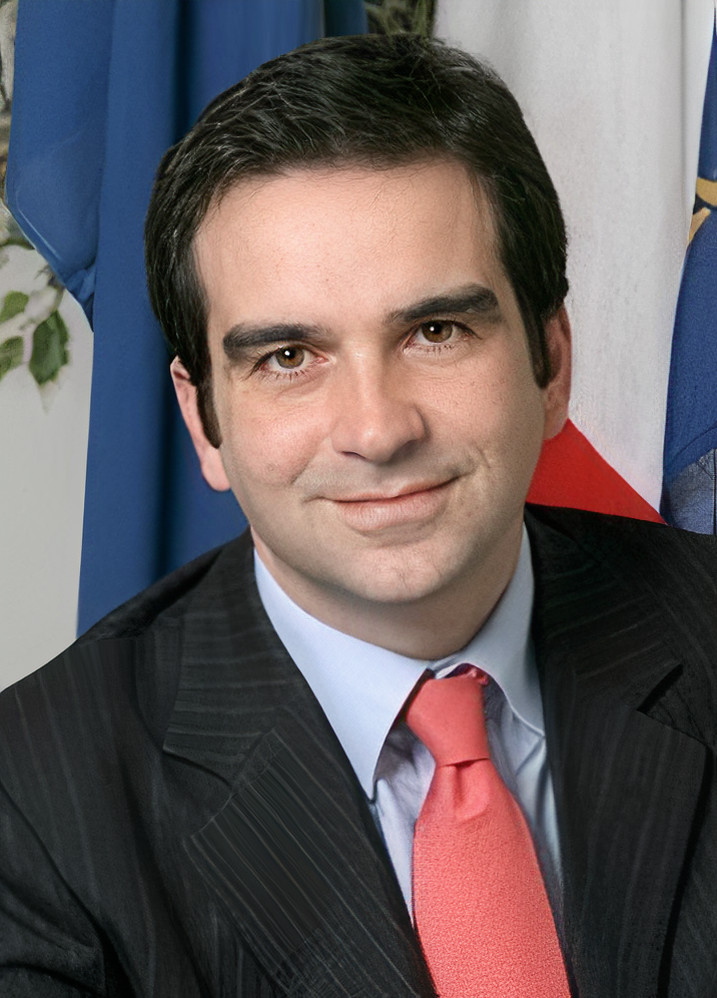
Occhiuto nel 2011

Alle elezioni politiche del 2008 viene candidato alla Camera dei deputati, tra le liste dell'UdC nella circoscrizione Calabria in quarta posizione, risultando eletto deputato grazia alla rinuncia di Giuseppe Naro (eletto nella circoscrizione Sicilia 2). Nella XVI legislatura della Repubblica è stato membro della 6ª Commissione Finanze (2008-2009), dove ricopre l'incarico di capogruppo per l'UdC (2008-2009; 2010), del Comitato parlamentare per i procedimenti di accusa (2008-2013) e della 5ª Commissione Bilancio, tesoro e programmazione (2009-2010; 2010-2013), dov'è vicepresidente (2010-2013), oltreché segretario della Comitato per la legislazione (2008-2011)..
Alle elezioni provinciali del 2009 si candida alla presidenza della Provincia di Cosenza, sostenuto da una coalizione centrista formata da UdC e le liste civiche "Occhiuto Presidente" e "No al Federalismo Leghista", raccogliendo il 10,45% dei voti al primo turno ma, essendo arrivato terzo, non accede al ballottaggio.

### Ritorno in Forza Italia e alla Camera
Alle elezioni politiche del 2013 viene ricandidato alla Camera, tra le liste dell'Unione di Centro nella medesima circoscrizione in seconda posizione (dietro al segretario Lorenzo Cesa), risultando tuttavia il primo dei non eletti, a causa della scelta di Cesa (eletto anche in Puglia) di optare la Calabria per favorire l'elezione di Angelo Cera. Il 25 giugno 2014 torna ad essere deputato, subentrando a Cesa eletto europarlamentare. Nel frattempo il 13 dicembre 2013 abbandona l'UdC e aderisce all'appena rinata Forza Italia di Berlusconi. Nel corso della XVII legislatura ha fatto parte della 14ª Commissione Politiche dell'Unione europea (2014-2018), dove nel 2015 diventa anche vicepresidente, della Commissioni parlamentare d'inchiesta sul rapimento e sulla morte di Aldo Moro (2015) e della Commissione parlamentare antimafia (2015), oltre a ricoprire gli incarichi di vice-capogruppo (2017-2018) e delegato d'aula (2015-2018) del gruppo parlamentare "Forza Italia-Il Popolo delle Libertà-Berlusconi Presidente" a Montecitorio..

### Vice-capogruppo e Capogruppo di Forza Italia alla Camera

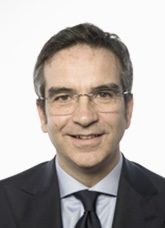
Occhiuto rieletto alla Camera nel 2018

Alle elezioni politiche del 2018 viene candidato alla Camera, tra le liste di Forza Italia nei collegi plurinominali Calabria - 01 come capolista e Calabria - 02 in seconda posizione, venendo eletto deputato in entrambi i collegi ma optando per il primo. Nella XVIII legislatura della Repubblica è componente della 5ª Commissione Bilancio, tesoro e programmazione (2018-2021), della 7ª Commissione Cultura, scienza e istruzione (2021) e della Giunta per il Regolamento, oltre a rivestire gli incarichi di vice-capogruppo vicario e delegato d'aula del gruppo parlamentare di Forza Italia dal 2018 al 2021 e, con la nomina di Mariastella Gelmini a Ministro per gli affari regionali e autonomie nel governo Draghi, capogruppo poi nel 2021, eletto per acclamazione.

### Presidente della Regione Calabria
Il 16 giugno 2021, in vista delle elezioni regionali in Calabria di quell'anno, indette anticipatamente a seguito della prematura morte della presidente Jole Santelli (eletta e deceduta nell'anno precedente), viene ufficializzata la candidatura di Occhiuto alla presidenza della Regione Calabria, dopo che è stato proposto dal suo partito e venendo sostenuto da una coalizione di centro-destra formata da Forza Italia, Fratelli d'Italia, Lega Salvini Calabria, Forza Azzurri, Coraggio Italia, Unione di Centro e Noi con l'Italia (che include candidati de Il Popolo della Famiglia).
Durante la campagna elettorale, dove lo slogan di Occhiuto è La Calabria che l'Italia non si aspetta, viene annunciato il ticket con Antonino "Nino" Spirlì, presidente facente funzioni uscente, come candidato vicepresidente (che tuttavia non si concretizzerà). Alla tornata elettorale viene eletto presidente con il 54,46% dei voti e superando i candidati del centro-sinistra-Movimento 5 Stelle Amalia Bruni (27,68%) e della sinistra Luigi de Magistris (16,17%)..
Il 4 novembre 2021 si dimette da deputato, per l'incompatibilità della carica con quella di presidente della Regione, venendo sostituito da Andrea Gentile. Nello stesso giorno viene nominato commissario straordinario per la sanità della Regione Calabria, dal Consiglio dei Ministri al posto di Guido Longo, chiedendo carta bianca al governo sulla scelta degli esperti che lo affiancheranno.
Durante l'elezione del Presidente della Repubblica del 2022 è stato uno dei 58 delegati regionali, in rappresentanza della maggioranza in consiglio regionale della Calabria.
Il 24 febbraio 2024, nel corso del primo congresso del partito, viene eletto vicesegretario di Forza Italia.
Durante il suo mandato si è schierato a favore del progetto (piuttosto datato) del rigassificatore di Gioia Tauro (Reggio Calabria), sollecitando più volte il governo a riprenderlo, e contrario all'autonomia differenziata.

#### Dimissioni e corsa per il secondo mandato
Dopo averle annunciate qualche giorno prima, il 4 agosto 2025 firma le dimissioni a seguito di un'inchiesta che lo vede indagato per corruzione, pur avendo annunciato di volersi ricandidare in vista delle elezioni anticipate previste per il 5 e 6 ottobre.

## Vicende giudiziarie
L'11 giugno 2025, Occhiuto ha reso noto di aver ricevuto un avviso di garanzia da parte della Guardia di Finanza, venendo accusato di corruzione insieme ad altre quattro persone, nell'ambito di un'indagine della Procura di Catanzaro. Presieduta dal sostituto procuratore Domenico Assumma, l'indagine sarebbe partita da alcuni articoli d'inchiesta pubblicati dal quotidiano Domani, relativi ai rapporti personali del presidente della Regione Calabria con alcuni collaboratori, e a presunti finanziamenti illeciti ricevuti quando era deputato e candidato alle elezioni regionali del 2021.